# Luxiaria epinephela
Luxiaria epinephela är en fjärilsart som beskrevs av Louis Beethoven Prout 1927. Luxiaria epinephela ingår i släktet Luxiaria och familjen mätare. Inga underarter finns listade i Catalogue of Life.